# Сантс-Монтжуик
Сантс-Монтжуик (кат. Sants-Montjuïc) — один из десяти районов города Барселона, с порядковым номером 3. Расположен в южной части города, является крупнейшим городским районом Барселоны, занимает площадь 22,94 кв.км. Граничит с муниципалитетами провинции Барселона Оспиталет и Эль-Прат-де-Льобрегат, а также с городскими районами Лес Кортс, Эшампле и Старый город. Население на 1 января 2009 года составляло 184 543 жителей.

## Административное деление
В район Сантс-Монтжуик входят семь муниципальных округов (подрайонов, barrios). Кроме того, район включает в себя административные единицы Монтжуик и Зона Франка-порт, которые не являются подрайонами, но входят в состав района Сантс-Монтжуик.
| Номер | Округ                     | Население (2009) | Площадь (га) | Плотность населения (чел/кв.км.) |
| ----- | ------------------------- | ---------------- | ------------ | -------------------------------- |
| 11    | Эль Побле-сек             | 41.018           | 94,3         | 43480                            |
| 12    | Ла Марина де Прат Вермель | 1.085            | 75,3         | 1440                             |
| 13    | Ла Марина де Порт         | 30.128           | 125,5        | 24010                            |
| 14    | Ла Фонт де ла Гуатла      | 10.336           | 30,2         | 34210                            |
| 15    | Остафранкс                | 16.208           | 41,0         | 39510                            |
| 16    | Ла Бордета                | 18.823           | 57,7         | 32650                            |
| 17    | Санта-Бадаль              | 24.507           | 41,1         | 59690                            |
| 18    | Сантс                     | 42.438           | 109,8        | 38660                            |
| -     | Монтжуик                  | 0                | 366,1        | 0                                |
| -     | Зона Франка-порт          | 0                | 1.353,1      | 0                                |
| III   | Сантс-Монтжуик            | 184 543          | 2 294,0      | 8040                             |

## История

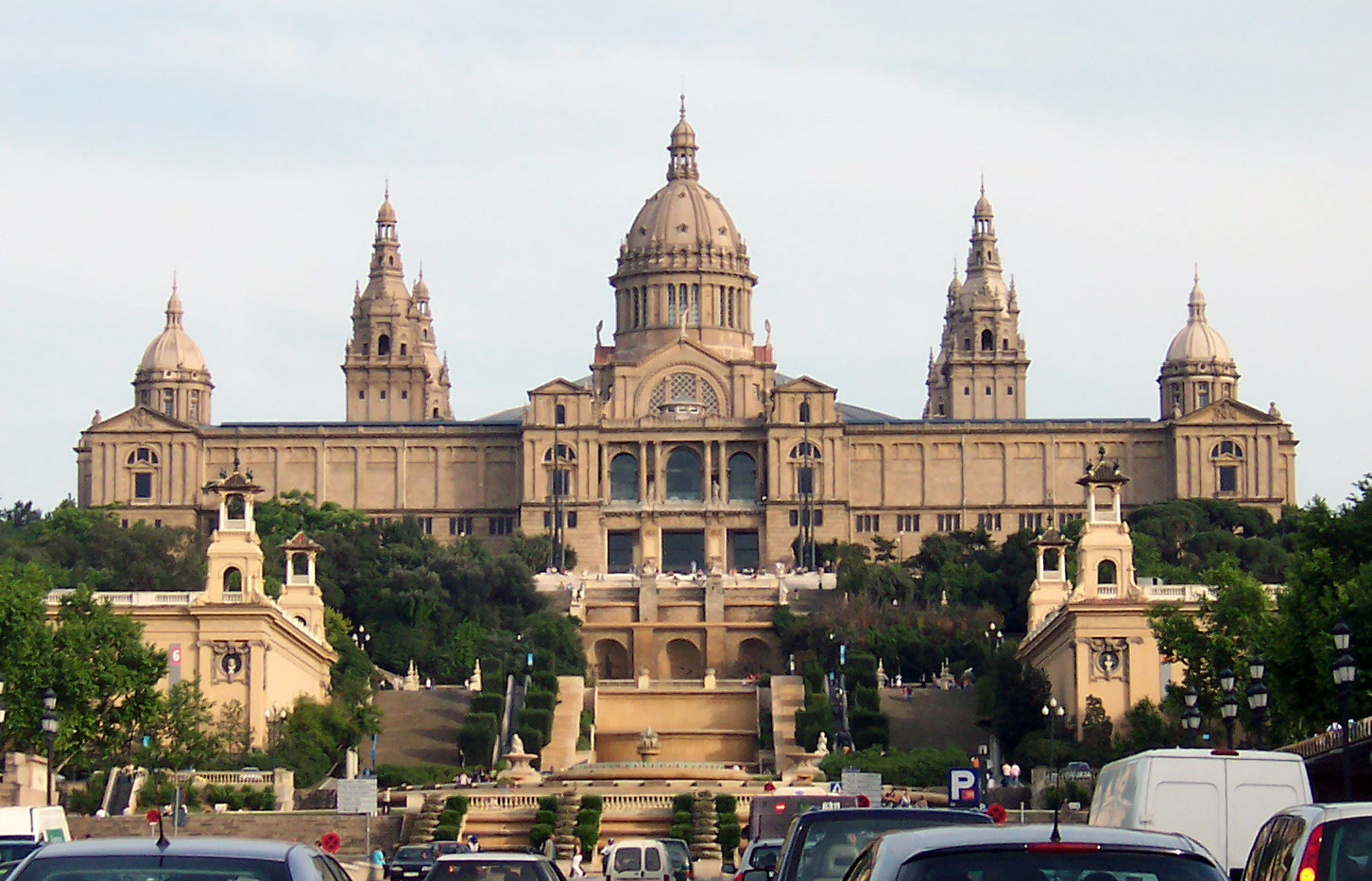
Национальный музей искусства Каталонии возле горы Монтжуик

Территория района Сантс-Монтжуик была образована путём слияния двух земельных участков — территории муниципалитета Санта-Мария-де-Сантс, более известного как Сантс, присоединённого к Барселоне (при этом небольшой участок территории этого муниципалитета был передан району Лес-Кортс), и территории Марина де Сантс, расположенной возле квартала порта.
В 1897 году муниципалитет Сантс. наряду с другими муниципалитетами комарки Барселона, был присоединён к городу Барселона. В течение XX века столетия административное деление Барселоны менялось трижды, в настоящее время действует деление, принятое в 1984 году.

### Санта-Мария-де-Сантс
Санта-Мария-де-Сантс был независимым муниципалитетом комарки Барселона, включавшим территории современных подрайонов Сантс, Сантс-Бадаль, Ла Бордета, Марина-де-Порт и Ла Марина де Прат Вермель. Последние два подрайона нередко объединяют под одним названием «Марина де Сантс» (кат. La Marina de Sants), эта территория занимает район порта.
Территории современных подрайонов Остафранкс и Ла Фонт де ла Гуатла были переданы в состав города Барселоны в 1839 году в обмен на часть территории «Марина де Сантс», принадлежавшей городскому совету Барселоны. На этих территориях были обнаружены остатки крепостных стен стен и захоронений римской эпохи, что может являться свидетельством того, что через это место проходили маршруты движения римлян.

## Достопримечательности
- Телебашня Монтжуик
- Олимпийский парк[исп.]